# Antelope Canyon
Antelope Canyon er en smal og dyb kløft i det sydvestlige USA. Kløften er den mest besøgte og fotograferede i området. Den ligger i den semi-autonome Navajo nation nær byen Page i Arizona. Antelope Canyon består af to separate kløfter, der benævnes Upper Antelope Canyon eller The Crack; samt Lower Antelope Canyon eller The Corkscrew.
På navajosproget 'dené bizaad' kaldes Upper Antelope Canyon "Tse' bighanilini", hvilket betyder "stedet hvor vand løber gennem sten". Lower Antelope Canyon kaldes "Hasdestwazi", eller "spiralformede stenhvælvinger." Begge er beliggende indenfor LeChee Chapter i Navajo nation.

## Eksterne links
- Wikimedia Commons har flere filer relateret til Antelope Canyon
- Antelope Canyon Navajo Tribal Park Arkiveret 6. juni 2009 hos  Wayback Machine
- Imprints of Light – Antelope Canyon and Horseshoe Bend Trip Report
- Slot Canyons of the American Southwest – Antelope Canyon

36°51′28″N 111°22′20″V / 36.85778°N 111.37222°V